# Adrolampis colombiae
Adrolampis colombiae är en insektsart som först beskrevs av Marius Descamps 1978.  Adrolampis colombiae ingår i släktet Adrolampis och familjen Romaleidae. Inga underarter finns listade i Catalogue of Life.